# 제76회 아카데미상
제76회 아카데미상(영어: 76th Academy Awards)은 영화 예술 과학 아카데미 (AMPAS)가 주최하는 상이며, 2003년 영화를 대상으로 2004년 2월 29일에 캘리포니아주 로스앤젤레스 할리우드의 코닥 극장에서 시상식이 행해졌다. 사회자는 배우 빌리 크리스털이다.

## 수상 및 후보
2004년 1월 27일에 캘리포니아주 비벌리힐스의 새뮤얼 골드윈 극장에서 아카데미 회장 프랭크 피어슨과 배우 시고니 위버에 의해 후보가 발표되었다.  《반지의 제왕: 왕의 귀환》이 11개 부문으로 최다 수상 후보작이 되었고; 《마스터 앤드 커맨더: 위대한 정복자》가 10개 부문으로 두 번째로 많은 후보작이였다.
수상은 2004년 2월 29일 시상식에서 발표되었다. 11개 부문을 수상한 《반지의 제왕: 왕의 귀환》은 《벤허》와 타이타닉과 함께 오스카 역사상 최다 수상작 타이를 이루어졌다. 추가적으로 11개 부분 후보에 오른 이 작품은 9개 부문을 수상하면서 오스카 역사상 단일 영화에서 상을 가장 많이 휩쓴 《지지》와 《마지막 황제》를 뛰어넘는 것이였다. 또한 이 영화는 연기 부문에서 상을 수상하지 못한체 작품상을 수상한 10번째 작품이 되었다.  감독상 후보 소피아 코폴라는 이 부분의 후보에 오른 첫 미국 여성이자 여성으로서는 세 번째 인물이 되었다. 그녀의 아버지 프랜시스 포드 코폴라와 할아버지 카민의 이전의 수상덕으로 그녀의 각본상 수상으로 오스카 역사상 3대가 오스카상을 수상한 2번째 경우가 되었다. 13세의 나이에 여우주연상 후보에 오른 키샤 캐슬휴스는 2013년에 9세의 나이에 여우주연상 후보에 오른 쿼벤저네이 월리스가 뛰어넘을때까지 역대 가장 어린 여우주연상 후보였다. 숀 펜과 팀 로빈스의 각 남우주연상과 남우조연상 수상으로 《미스틱 리버》는 남자 부분 연기상을 모두 수상한 네 번째 영화가 되었다.

### 수상
수상자는 굵은 글씨 표시를 해놓았다.
| 작품상 | 감독상 |
| --- | --- |

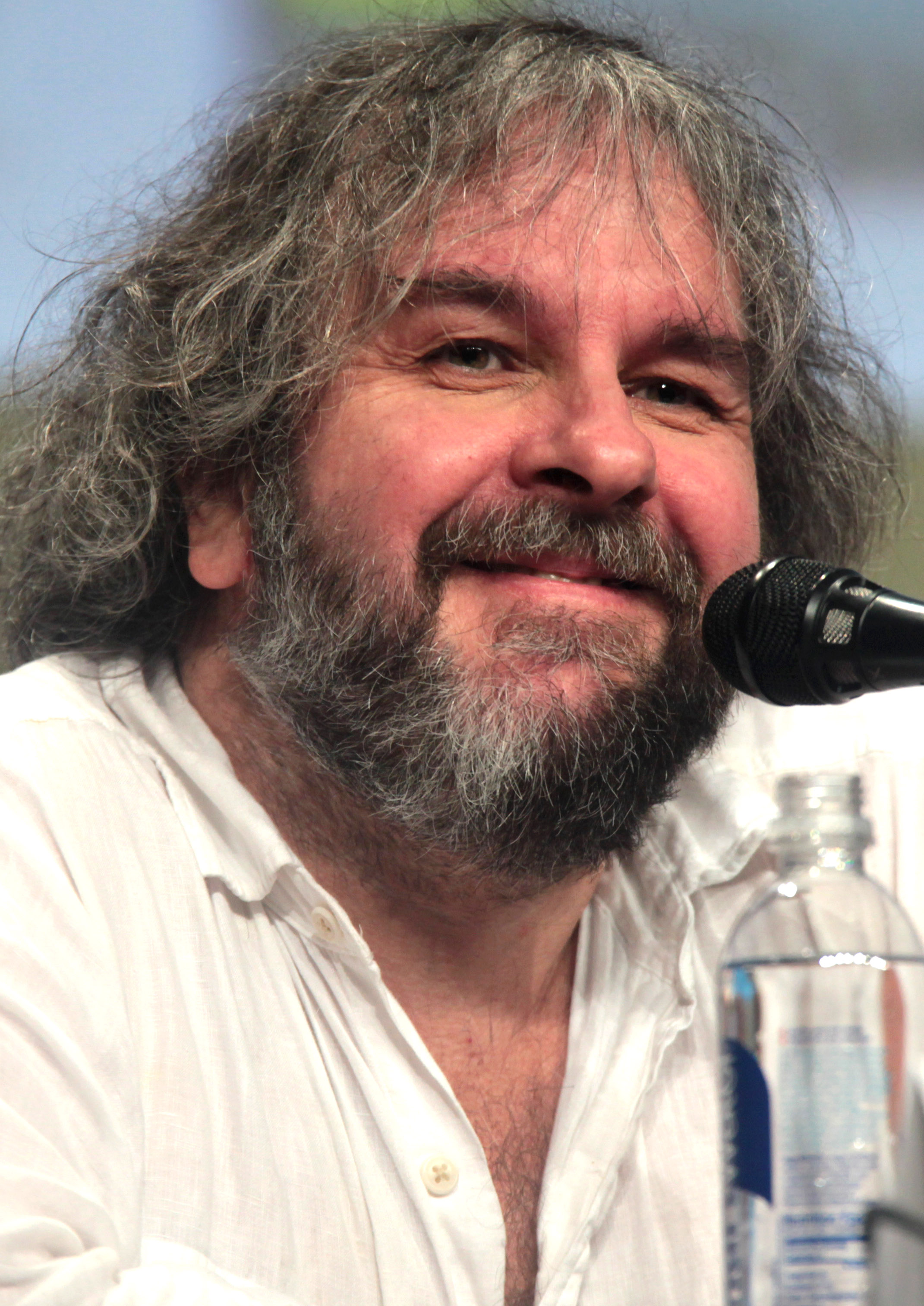
감독상 수상자이자 각색상 공동 수상자 피터 잭슨

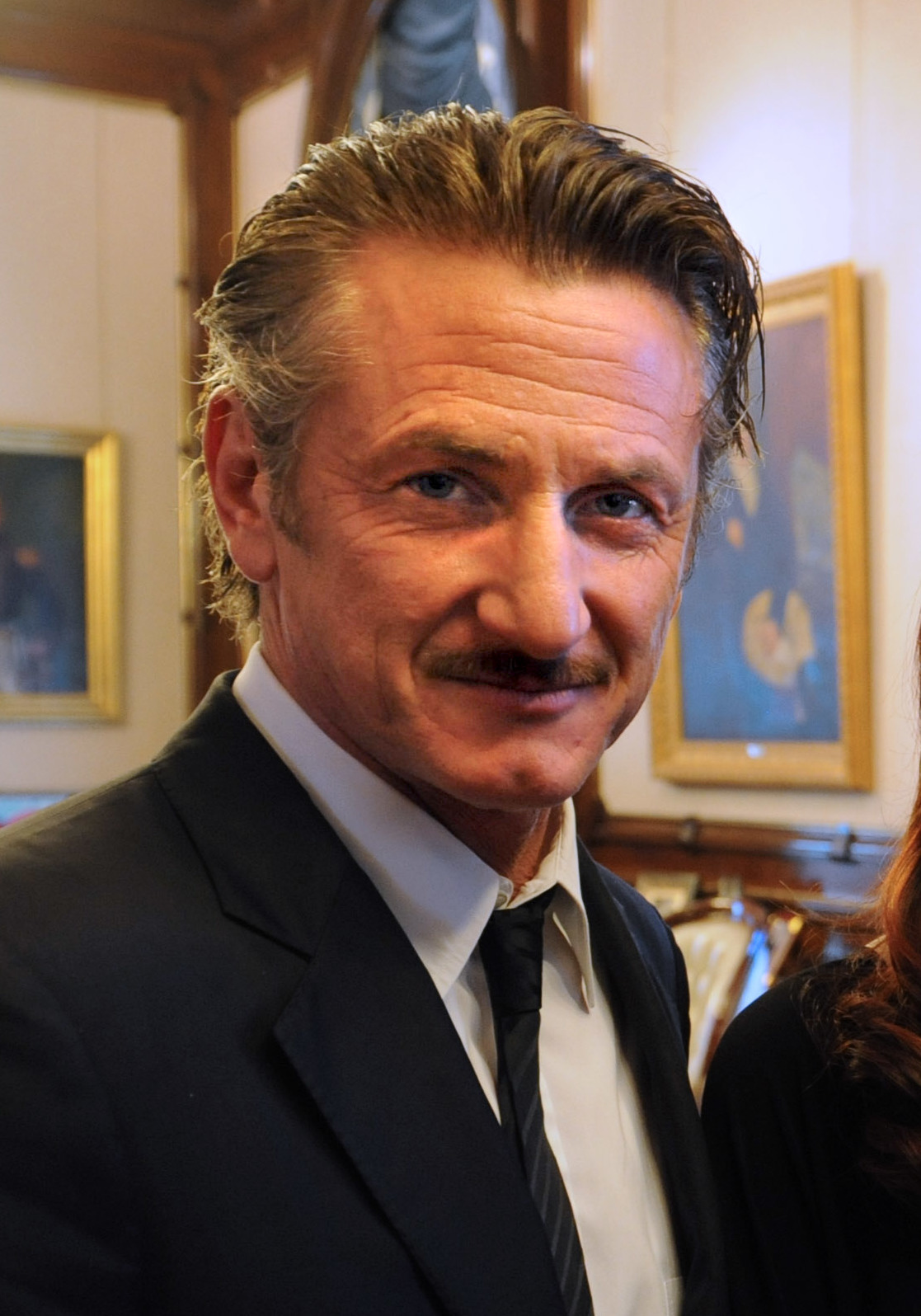
남우주연상 수상자 숀 펜

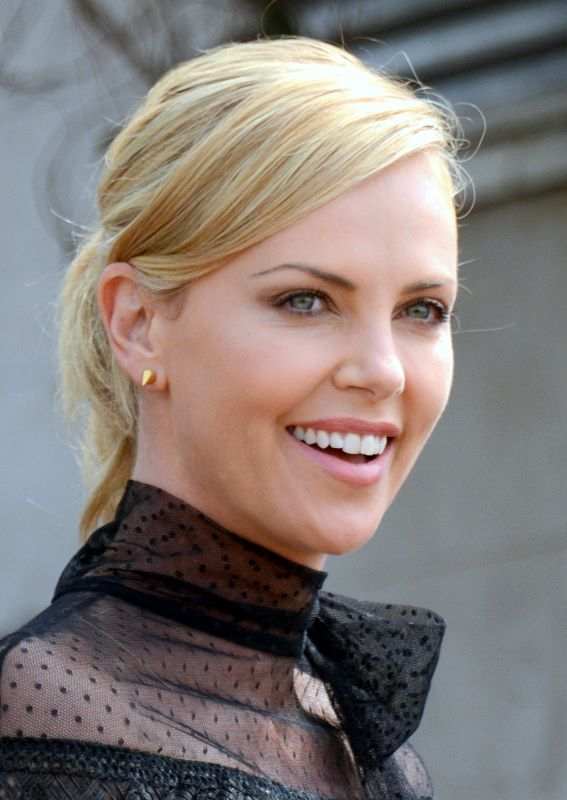
여우주연상 수상자 샤를리즈 테론

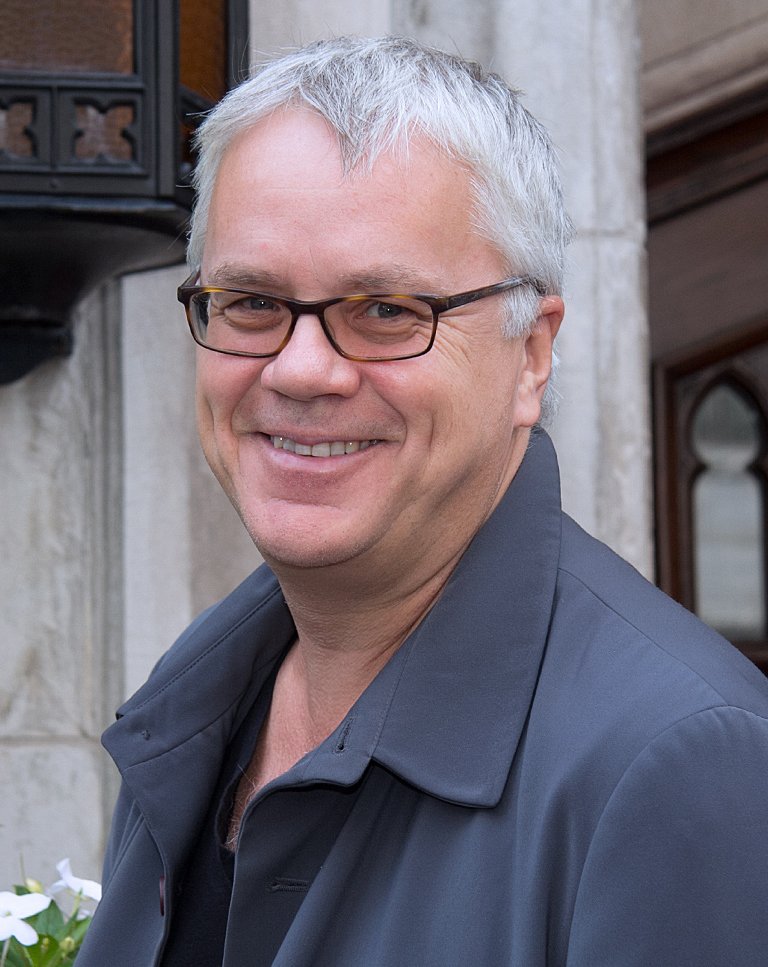
남우조연상 수상자 팀 로빈스

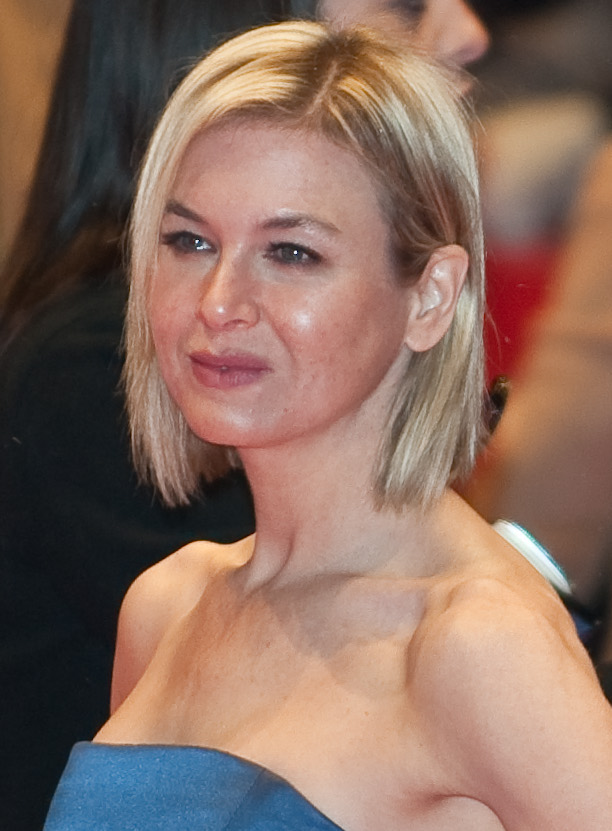
여우조연상 수상자 르네 젤위거

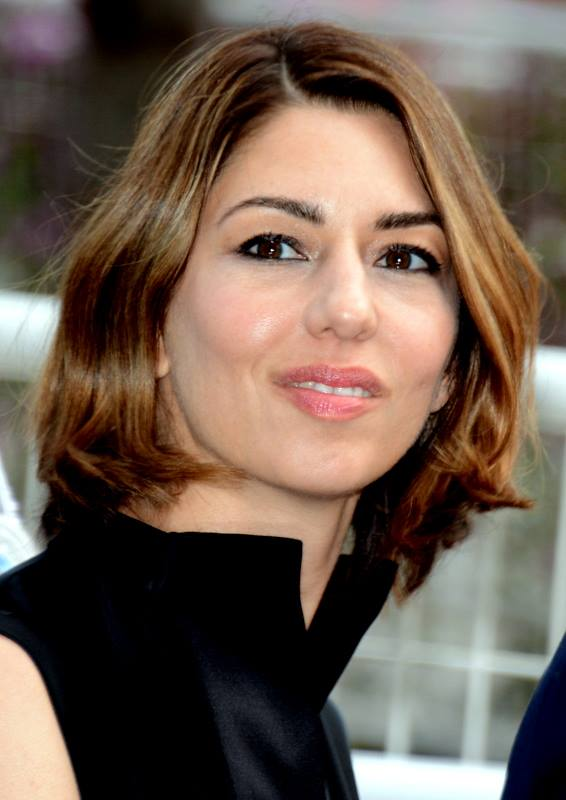
각본상 수상자 소피아 코폴라

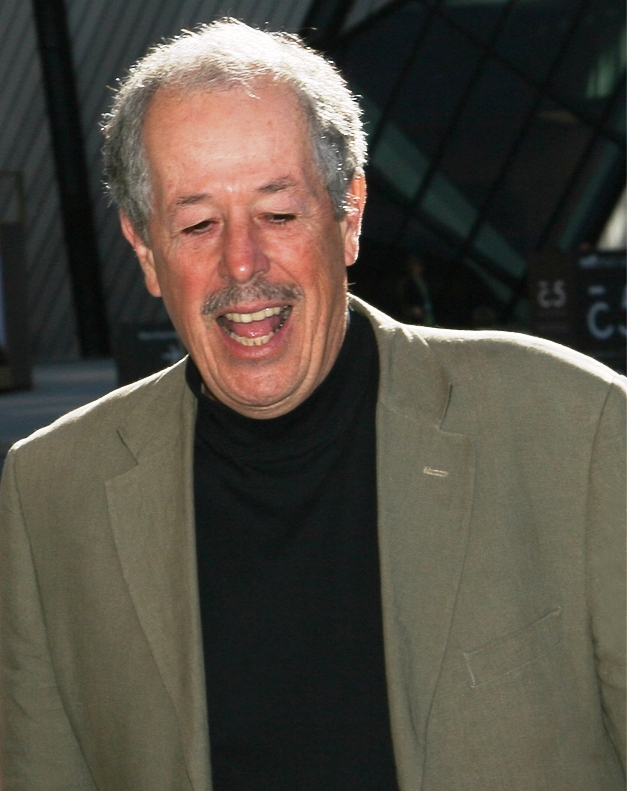
외국어 작품상 수상자 드니 아르캉

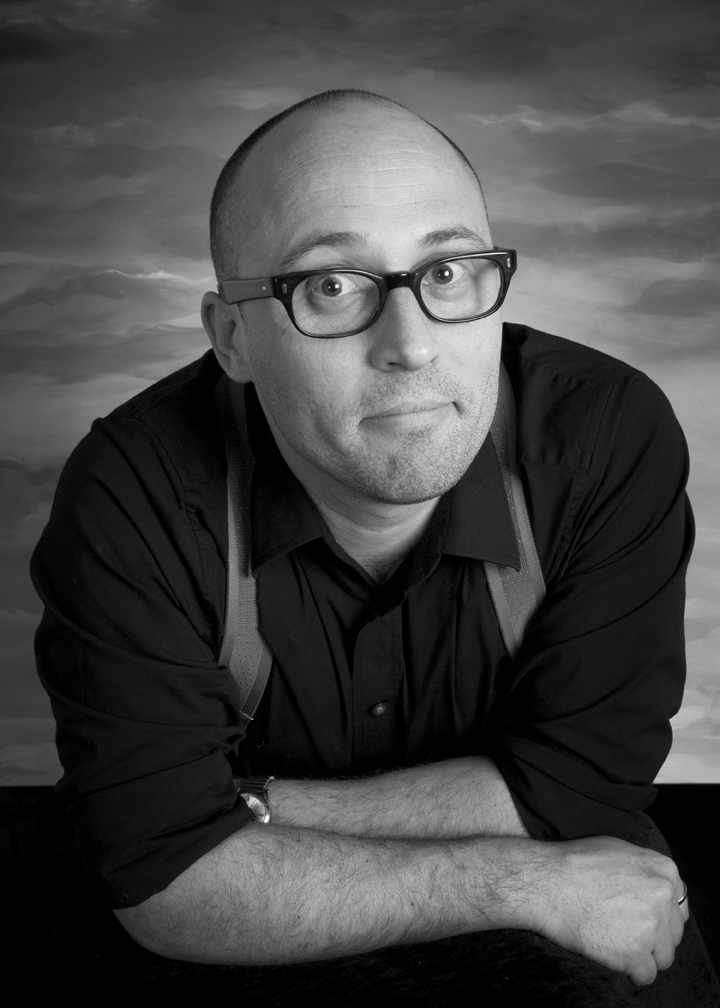
단편 애니메이션 작품상 수상자 애덤 엘리엇

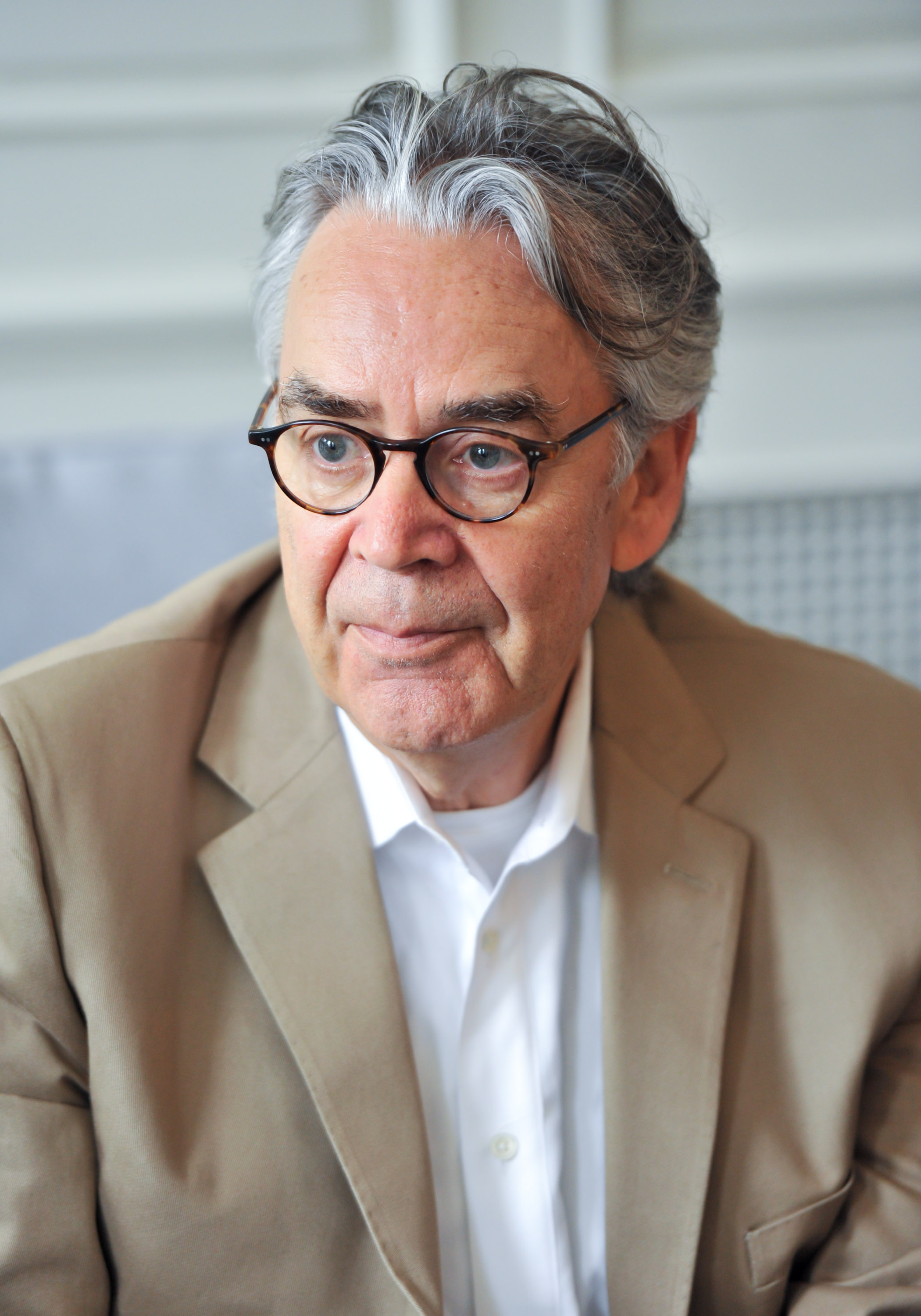
음악상 수상자이자 주제가상 공동 수상자 하워드 쇼어

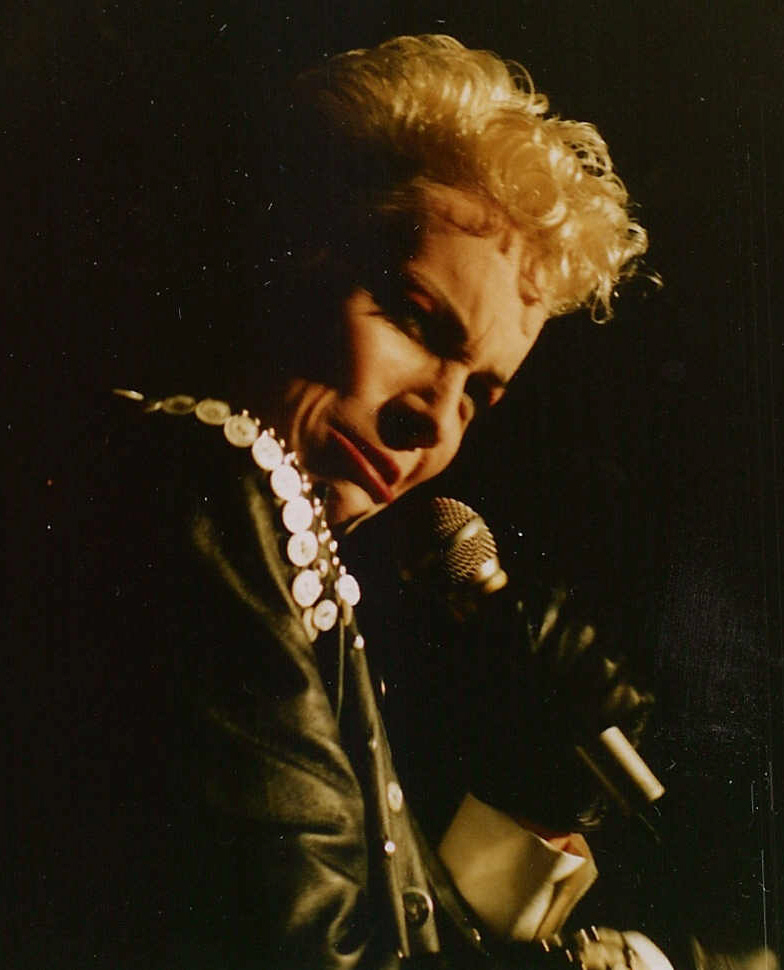
주제가상 공동 수상자 애니 레녹스

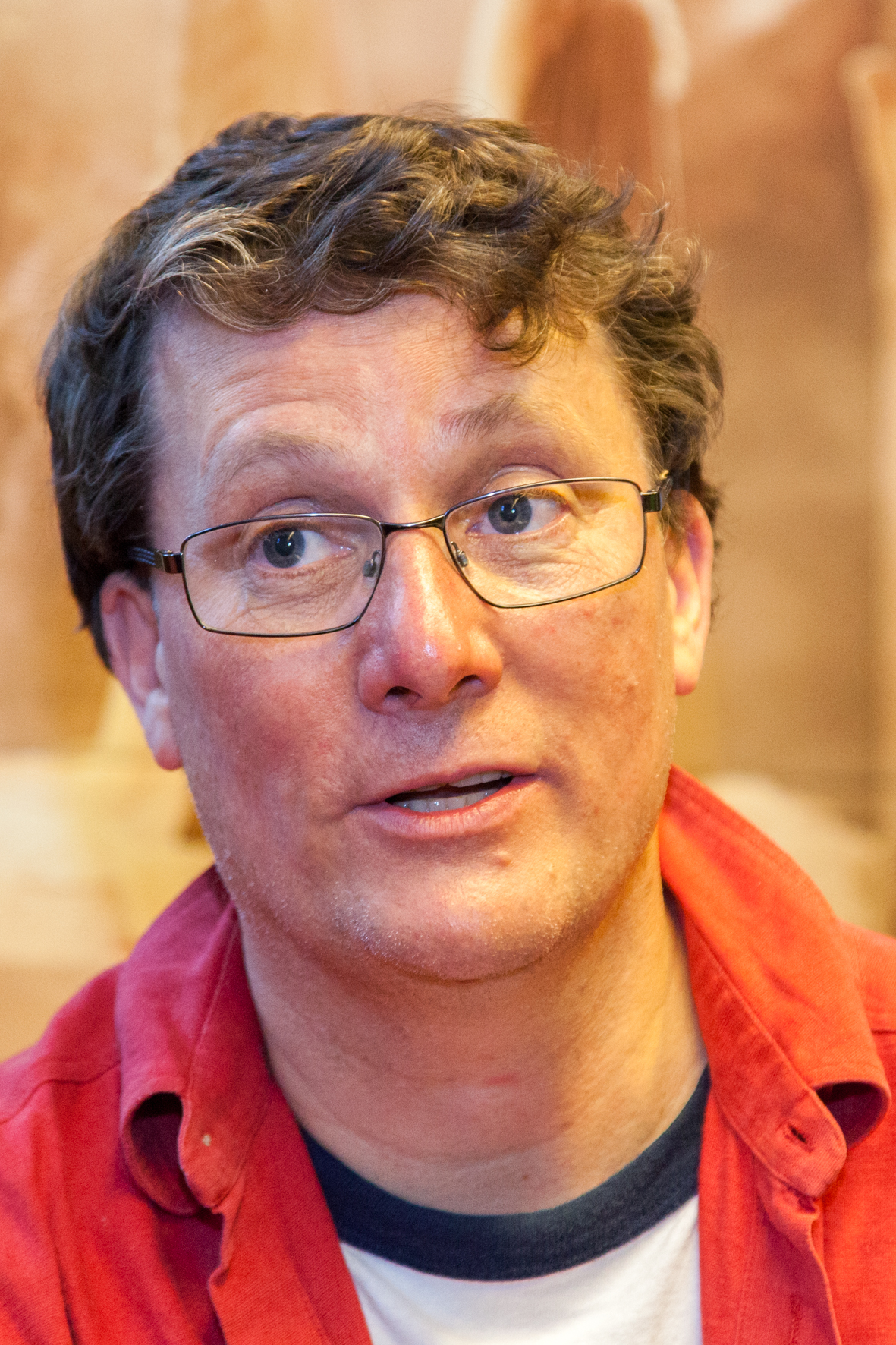
분장상 공동 수상자이자 의상상 공동 수상자 리처드 테일러

| - 《반지의 제왕: 왕의 귀환》 – 제작자 배리 M. 오스본, 피터 잭슨, 프랜 월시 - 《사랑도 통역이 되나요?》 – 제작자 로스 카츠, 소피아 코폴라 - 《마스터 앤드 커맨더: 위대한 정복자》 – 제작자 새뮤얼 골드윈 주니어, 던컨 헨더슨, 피터 위어 - 《미스틱 리버》 – 제작자 클린트 이스트우드, 주디 C. 호이트, 로버트 로렌츠 - 《씨비스킷》 – 제작자 케이틀린 케네디, 프랭크 마셜, 게리 로스                                               | - 피터 잭슨 – 《반지의 제왕: 왕의 귀환》 - 페르난두 메이렐리스 – 《시티 오브 갓》 - 소피아 코폴라 – 《사랑도 통역이 되나요?》 - 피터 위어 – 《마스터 앤드 커맨더: 위대한 정복자》 - 클린트 이스트우드 – 《미스틱 리버》 |
| 남우주연상 | 여우주연상 |
| - 숀 펜 – 《미스틱 리버》 - 지미 마컴 - 조니 뎁 – 《캐리비안의 해적: 블랙 펄의 저주》 - 잭 스패로 선장 - 벤 킹슬리 – 《모래와 안개의 집》 - 마수드 아미르 베라니 - 주드 로 – 《콜드 마운틴》 - W. P. 잉먼 - 빌 머리 – 《사랑도 통역이 되나요?》 - 밥 해리스 | - 샤를리즈 테론 – 《몬스터》 - 마거릿 "매기" 피츠제럴드 - 키샤 캐슬휴스 – 《웨일 라이더》 - 파이케아 아피라나 - 다이앤 키튼 – 《사랑할 때 버려야 할 아까운 것들》 - 에리카 베리 - 사만다 모튼 – 《천사의 아이들》 - 세라 설리번 - 나오미 와츠 – 《21 그램》 - 크리스티나 "크리스" 윌리엄스펙 |
| 남우조연상 | 여우조연상 |
| - 팀 로빈스 – 《미스틱 리버》 - 데이브 보일 - 앨릭 볼드윈 – 《러브 인 카지노》 - 쉘리 캐플로 - 베니치오 델 토로 – 《21 그램》 - 잭 조던 - 자이먼 혼수 – 《천사의 아이들》 - 머테이오 쿠에메이 - 와타나베 켄 – 《라스트 사무라이》 - 가츠모토 모리츠구 | - 르네 젤위거 – 《콜드 마운틴》 - 루비 츄스 - 쇼레 아그다슐루 – 《모래와 안개의 집》 - 나데레 베라니 - 패트리샤 클락슨 – 《에이프릴의 특별한 만찬》 - 조이 번스 - 마샤 게이 하든 – 《미스틱 리버》 - 셀레스트 보일 - 홀리 헌터 – 《13살의 반란》 - 멜라니 프리랜드 |
| 각본상 | 각색상 |
| - 《사랑도 통역이 되나요?》 – 소피아 코폴라 - 《더티 프리티 씽》 – 스티븐 나이트 - 《니모를 찾아서》 – 앤드루 스탠튼, 밥 피터슨, 데이비드 레이놀즈 - 《천사의 아이들》 – 짐 쉐리던, 나오미 쉐리던, 커스틴 쉐리던 - 《야만적 침략》 – 드니 아르캉 | - 《반지의 제왕: 왕의 귀환》 – 피터 잭슨, 프랜 월시, 필리파 보옌스 - J. R. R. 톨킨의 저서 - 《아메리칸 스플렌더》 – 샤리 스프링어 버먼, 로버트 풀치니 - 하비 피카의 만화 잡지 《아메리칸 스플렌더》와 하비 피카, 조이스 브래브너의 그래픽 노블 《Our Cancer Year》 - 《시티 오브 갓》 – 브라울리우 만토바니 - 파울루 린스의 동명의 소설 - 《미스틱 리버》 – 브라이언 헬걸런드 - 데니스 러헤인의 동명의 소설 - 《씨비스킷》 – 게리 로스 - 로라 힐렌브랜드의 소설 《시비스킷》 |
| 장편 애니메이션 작품상 | 외국어 영화상 |
| - 《니모를 찾아서》 – 앤드루 스탠튼 - 《브라더 베어》 – 애런 블레이즈, 로버트 워커 - 《벨빌의 세 쌍둥이》 – 실뱅 쇼메 | - 《야만적 침략》 (캐나다) - 드니 아르캉 (프랑스어) - 《와일드 영》 (스웨덴) - 미카엘 호프스트룀 (스웨덴어) - 《황혼의 사무라이》 (일본) - 야마다 요지 (일본어) - 《쌍둥이 자매》 (네덜란드) - 벤 솜보하르트 (네덜란드어) - 《Želary》 (체코) - 온드르제이 트로얀 (체코어) |
| 장편 다큐멘터리 영화상 | 단편 다큐멘터리 영화상 |
| - 《전쟁의 안개》 – 에럴 모리스, 마이클 윌리엄스 - 《발세로스》 - 카를로스 보쉬, 조지프 마리아 도메네크 - 《프리드먼가 사람들 포착하기》 — 앤드루 재러키, 마크 스멀링 - 《나의 설계자 - 아들의 여행》 — 너대니얼 칸, 수잔 로즈 베어 - 《웨더 언더그라운드》 — 샘 그린, 빌 시걸 | - 《체르노빌하트》 – 메리앤 드리오 - 《어사일럼》 – 샌디 맥러드, 지니 리티커 - 《페리 테일즈》 – 카티야 에슨 |
| 단편 영화상 | 단편 애니메이션 작품상 |
| - 《두 병사》 – 애런 슈나이더, 앤드루 J. 색스 - 《Die Rote Jacke (The Red Jacket) 》 – 플로리안 박스마이어 - 《모스트》 – 바비 개러비디언, 윌리엄 재브카 - 《스쿼쉬》 – 리오넬 발리우 - 《(A) Torzija [(A) Torsion] 》 – 스테판 아르세니예비치 | - 《하비 크럼펫》 – 애덤 엘리엇 - 《점프》 – 버드 러키 - 《데스티노》 – 도메니크 몽페리, 로이 에드워드 디즈니 - 《스크랫 미싱 어드벤쳐》 – 카를루스 사우다냐, 존 C. 던킨 - 《Nibbles》 – 크리스토퍼 힌튼 |
| 음악상 | 주제가상 |
| - 《반지의 제왕: 왕의 귀환》 – 하워드 쇼어 - 《빅 피쉬》 – 대니 앨프먼 - 《콜드 마운틴》 – 가브리엘 야레드 - 《모래와 안개의 집》 – 제임스 호너 - 《니모를 찾아서》 – 토머스 뉴먼 | - "Into the West" (《반지의 제왕: 왕의 귀환》) – 프랜 월시, 하워드 쇼어, 애니 레녹스 - "A Kiss at the End of the Rainbow" (《마이티 윈드》) – 마이클 매킨, 아네트 오툴 - "You Will Be My Ain True Love" (《콜드 마운틴]》) – 스팅 - "Scarlet Tide" (《콜드 마운틴]》) – T 본 버넷, 엘비스 코스텔로 - "Belleville Rendez-vous" (《벨빌의 세 쌍둥이》) – 브누아 샤레스트, 실뱅 쇼메                                                                                            |
| 음향편집상 | 음향효과상 |
| - 《마스터 앤드 커맨더: 위대한 정복자》 – 리처드 킹 - 《캐리비안의 해적: 블랙 펄의 저주》 – 크리스토퍼 보이어스, 조지 워터스 2세 - 《니모를 찾아서》 – 게리 리드스트롬, 마이클 실버스 | - 《반지의 제왕: 왕의 귀환》 – 크리스토퍼 보이어스, 마이클 세마닉, 마이클 헤지스, 헤먼드 픽 - 《라스트 사무라이》 – 앤디 넬슨, 애나 벨머, 제프 웩슬러 - 《씨비스킷》 – 앤디 넬슨, 애나 벨머, 토드 A. 메이틀런드 - 《캐리비안의 해적: 블랙 펄의 저주》 – 크리스토퍼 보이어스, 데이비드 파커, 데이비드 E. 캠벨, 리 오를로프 - 《마스터 앤드 커맨더: 위대한 정복자》 – 폴 메이지, 더그 헴필, 아트 로체스터                                                                      |
| 미술상 | 촬영상 |
| - 《반지의 제왕: 왕의 귀환》 – 아트 디렉션:그랜트 메이저; 세트 데코레이션:댄 헤나, 앨런 리 - 《진주 귀걸이를 한 소녀》 – 아트 디렉션:벤 판 오스; 세트 데코레이션:세실 하이드먼 - 《씨비스킷》 – 아트 디렉션:제닌 오프월; 세트 데코레이션:레슬리 포프 - 《라스트 사무라이》 – 아트 디렉션:릴리 킬버트; 세트 데코레이션:그레첸 라우 - 《마스터 앤드 커맨더: 위대한 정복자》 – 아트 디렉션:윌리엄 샌델; 세트 데코레이션:로버트 굴드 | - 《마스터 앤드 커맨더: 위대한 정복자》 – 러셀 보이드 - 《시티 오브 갓》 – 세사르 차를로네 - 《진주 귀걸이를 한 소녀》 – 에두아르두 세하 - 《씨비스킷》 – 존 슈워츠먼 - 《콜드 마운틴》 – 존 실 |
| 분장상 | 의상상 |
| - - 《반지의 제왕: 왕의 귀환》 - 리처드 테일러, 피터 킹' - 《캐리비안의 해적: 블랙 펄의 저주》 – 비 닐, 마틴 새뮤얼 - 《마스터 앤드 커맨더: 위대한 정복자》 – 에두아드 헨리케스 3세, 욜란다 투싱 | - 《반지의 제왕: 왕의 귀환》 – 엔길라 딕슨, 리처드 테일러 - 《진주 귀걸이를 한 소녀》 – 딘 판 스트랄런 - 《씨비스킷》 – 주디애나 마코브스키 - 《라스트 사무라이》 – 엔길라 딕슨 - 《마스터 앤드 커맨더: 위대한 정복자》 – 웬디 스티테스 |
| 편집상 | 시각효과상 |
| - 《반지의 제왕: 왕의 귀환》 – 제이미 셀커크 - 《시티 오브 갓》 – 다니에우 헤젠지 - 《마스터 앤드 커맨더: 위대한 정복자》 – 리 스미스 - 《콜드 마운틴》 – 월터 머치 - 《씨비스킷》 – 윌리엄 골든버그 | - 《반지의 제왕: 왕의 귀환》 – 짐 리지엘, 랜돌 윌리엄 쿡, 앨릭스 펑크, 조 레터리 - 《마스터 앤드 커맨더: 위대한 정복자》 – 댄 서딕, 스테펜 팽마이어, 네이선 맥기네스, 로버트 스트롬버그 - 《캐리비안의 해적: 블랙 펄의 저주》 – 존 크놀, 할 히켈, 찰스 깁슨, 테리 프레이지 |

### 아카데미 공로상
- 블레이크 에드워즈 - 각본, 연출, 제작 관련 영화 산업 분야에 기여를 인정하여 시상됨.[14]

## 같이 보기
- 제10회 미국 배우 조합상
- 제24회 골든 래즈베리상
- 제56회 프라임타임 에미상
- 제57회 영국 아카데미 영화상
- 제61회 골든 글로브상